# Ткачёв, Фёдор Иванович
Фёдор Иванович Ткачёв (19 сентября 1917 года, с. Отважное (ныне г. Жигулёвск), Симбирская губерния — 23 декабря 1968 года, Жигулёвск, Куйбышевская область) — участник Великой Отечественной войны, Герой Советского Союза.

## Биография
Окончил начальную школу. Работал кочегаром в колхозе. С 1938 году призван в Красную Армию. В Великую Отечественную войну на фронте с октября 1941 года. Служил командиром 76-мм артиллерийского орудия 574-го стрелкового полка 121-й стрелковой дивизии.
29 января 1943 года в бою южнее Землянска красноармеец Ткачёв прямой наводкой уничтожил 3 автомобиля противника, 3 гужевые повозки и 15 вражеских солдат. Спустя месяц, в боях у Беседино подавил огнём немецкую миномётную батарею и подбил противотанковое орудие. За эти бои был награждён медалью «За отвагу». Также в феврале 1943 года в бою за село Колпаково, выкатив орудие на прямую наводку, уничтожил 5 огневых точек противника, подавил две миномётные точки и уничтожил около 50 вражеских солдат.
30 августа 1943 года в бою за деревню Анатольевка в ходе немецкой контратаки выкатив орудие на прямую наводку Ткачёв метким попаданием уничтожил группу из трёх десятков вражеских солдат.
В сентябре 1943 года 121-я стрелковая дивизия, находясь в составе 60-й армии Центрального фронта вышла к Днепру севернее Киева в районе Ясногородки и Глебовки. 28 сентября 1943 старший сержант Фёдор Ткачёв в составе штурмовой группы в числе первых переправился через Днепр в районе села Глебовка Вышгородского района Киевской области и вступил в бои на захваченном плацдарме. Из своего орудия прямой наводкой он подавил 3 пулемётные точки, тем самым облегчив переправу остальным подразделениям, и уничтожил около 30 солдат противника.
Указом Президиума Верховного Совета СССР от 17 октября 1943 года за образцовое выполнение боевых заданий командования на фронте борьбы с немецко-фашистским захватчиками и проявленные при этом мужество и героизм старшему сержанту Ткачёву Фёдору Ивановичу было присвоено звание Героя Советского Союза с вручением ордена Ленина и медали «Золотая Звезда» (№ 1186). К этому времени его боевой счет составлял, согласно представлению к награде: около 400 вражеских солдат, 1 танк, 16 автомашин, 8 орудий, и подавил 4 миномётные батареи.
После окончания Великой Отечественной войны в 1946 году окончил Тамбовское военное пехотное училище, став офицером в звании младшего лейтенанта. С того же года в запасе.
Вернулся на родину, работал на жигулёвском комбинате строительных материалов, в тресте «Ставропольнефть». Скончался 23 декабря 1968 года.

## Память
Именем Ткачёва были названы одна из улиц и школ Жигулёвска. На фасаде дома, в котором он жил, установлена мемориальная доска.
8 мая 2014 года в сквере у дома, где после войны жил Ткачёв, был открыт памятник.